# 順 (姓)
順（じゅん）は、漢姓の一つ。

## 中国の姓
2020年の中華人民共和国の統計では人数順の上位100姓に入っておらず、台湾の2018年の統計では953番目に多い姓で、17人がいる。

## 朝鮮の姓
順（じゅん、スン、朝: 순）は、朝鮮人の姓の一つである。

### 氏族
本貫及び始祖は未詳。

### 人口と割合
1930年国勢調査当時平安南道寧遠郡に2世帯、咸鏡北道鏡城郡に1世帯があった。 
| 年度   | 人口 | 世帯数 | 順位         | 割合 |
| ------ | ---- | ------ | ------------ | ---- |
| 1975年 |      |        | 249姓中234位 |      |
| 1985年 | 37人 |        | 274姓中248位 |      |
| 2000年 |      |        |              |      |
| 2015年 | 6人  |        |              |      |